# Liste des carnivores par population
Voici la liste des carnivores par population.
| Nom vernaculaire                                        | Nom binominal               | Population              | Statut | Tendance | Image |
| ------------------------------------------------------- | --------------------------- | ----------------------- | ------ | -------- | ----- |
| Lynx d'Espagne                                          | Lynx pardinus               | 84 - 143                | CR     | [ 1 ]    |       |
| Loup rouge                                              | Canis rufus                 | 150                     | CR     | [ 2 ]    |       |
| Civette de Malabar                                      | Viverra civettina           | 250                     | CR     | Inconnue |       |
| Renard de Darwin                                        | Pseudalopex fulvipes        | 250                     | CR     | [ 4 ]    |       |
| Raton de Cozumel                                        | Procyon pygmaeus            | 323 - 955               | CR     | [ 5 ]    |       |
| Phoque moine de Méditerranée                            | Monachus monachus           | 350 - 450               | CR     | [ 6 ]    |       |
| Cabéru                                                  | Canis simensis              | 360 - 440               | EN     | [ 7 ]    |       |
| Phoque moine hawaïen                                    | Monachus schauinslandi      | 935                     | CR     | [ 8 ]    |       |
| Loutre marine                                           | Lontra felina               | 1000                    | EN     | [ 9 ]    |       |
| Loutre géante                                           | Pteronura brasiliensis      | 1000 - 5000             | EN     | [ 10 ]   |       |
| Putois à pieds noirs                                    | Mustela nigripes            | 1300                    | EN     | [ 11 ]   |       |
| Renard gris insulaire                                   | Urocyon littoralis          | 1500                    | CR     | [ 12 ]   |       |
| Panda géant                                             | Ailuropoda melanoleuca      | 1800                    | EN     | [ 13 ]   |       |
| Chat bai                                                | Pardofelis badia            | 2500                    | EN     | [ 14 ]   |       |
| Dhole                                                   | Cuon alpinus                | 2500                    | EN     | [ 15 ]   |       |
| Fossa                                                   | Cryptoprocta ferox          | 2500                    | VU     | [ 16 ]   |       |
| Chat des Andes                                          | Leopardus jacobita          | 2500                    | EN     | [ 17 ]   |       |
| Mangouste de Grandidier                                 | Galidictis grandidieri      | 2650 - 3540             | EN     | [ 18 ]   |       |
| Tigre                                                   | Panthera tigris             | 3200                    | EN     | [ 19 ]   |       |
| Once                                                    | Panthera uncia              | 4080 - 6590             | EN     | [ 20 ]   |       |
| Hyène brune                                             | Hyaena brunnea              | 5000 - 8000             | NT     | [ 21 ]   |       |
| Hyène rayée                                             | Hyaena hyaena               | 5000 - 14 000           | NT     | [ 22 ]   |       |
| Lycaon                                                  | Lycaon pictus               | 6600                    | EN     | [ 23 ]   |       |
| Guépard                                                 | Acinonyx jubatus            | 7500                    | VU     | [ 24 ]   |       |
| Lynx boréal                                             | Lynx lynx                   | 8000                    | LC     | [ 25 ]   |       |
| Panthère nébuleuse de Bornéo, Léopard tacheté de Bornéo | Neofelis diardi             | 10 000                  | VU     | [ 26 ]   |       |
| Chat marbré                                             | Pardofelis marmorata        | 10 000                  | VU     | [ 27 ]   |       |
| Chat rubigineux                                         | Prionailurus rubiginosus    | 10 000                  | VU     | [ 28 ]   |       |
| Panthère nébuleuse                                      | Neofelis nebulosa           | 10 000                  | VU     | [ 29 ]   |       |
| Petit panda                                             | Ailurus fulgens             | 10 000                  | VU     | [ 30 ]   |       |
| Chat doré africain                                      | Caracal aurata              | 10 000                  | NT     | [ 31 ]   |       |
| Kodkod                                                  | Leopardus guigna            | 10 000                  | VU     | [ 32 ]   |       |
| Otarie des îles Galápagos                               | Arctocephalus galapagoensis | 10 000 - 15 000         | EN     | [ 33 ]   |       |
| Lion de mer de Nouvelle-Zélande                         | Phocarctos hookeri          | 11 855                  | VU     | [ 34 ]   |       |
| Otarie des îles Juan Fernandez                          | Arctocephalus philippii     | 12 000                  | NT     | [ 35 ]   |       |
| Lion de mer australien                                  | Neophoca cinerea            | 13 790                  | EN     | [ 36 ]   |       |
| Renard du désert austral                                | Lycalopex sechurae          | 15 000                  | NT     | Inconnue |       |
| Otarie de l'île Guadalupe                               | Arctocephalus townsendi     | 15 000 - 17 000         | NT     | [ 38 ]   |       |
| Ours lippu                                              | Melursus ursinus            | 20 000                  | VU     | [ 39 ]   |       |
| Ours blanc                                              | Ursus maritimus             | 20 000 - 25 000         | VU     | [ 40 ]   |       |
| Otarie des Galápagos                                    | Zalophus wollebaeki         | 20 000 - 40 000         | EN     | [ 41 ]   |       |
| Loup à crinière                                         | Chrysocyon brachyurus       | 23 600                  | NT     | Inconnue |       |
| Hyène tachetée                                          | Crocuta crocuta             | 27 000 - 47 000         | LC     | [ 43 ]   |       |
| Lion                                                    | Panthera leo                | 29 400 - 47 400         | VU     | [ 44 ]   |       |
| Nerpa                                                   | Pusa sibirica               | 80 000 - 100 000        | LC     | [ 45 ]   |       |
| Loutre de mer                                           | Enhydra lutris              | 106 822                 | EN     | [ 46 ]   |       |
| Chien des buissons                                      | Speothos venaticus          | 110 000                 | NT     | [ 47 ]   |       |
| Phoque de la Caspienne                                  | Pusa caspica                | 111 000                 | EN     | [ 48 ]   |       |
| Phoque de Ross                                          | Ommatophoca rossii          | 130 000                 | LC     | Inconnue |       |
| Lion de mer de Steller                                  | Eumetopias jubatus          | 143 000                 | NT     | [ 50 ]   |       |
| Éléphant de mer du nord                                 | Mirounga angustirostris     | 171 000                 | LC     | [ 51 ]   |       |
| Otarie à fourrure de Nouvelle-Zélande                   | Arctocephalus forsteri      | 200 000                 | LC     | [ 52 ]   |       |
| Ours brun                                               | Ursus arctos                | 200 000                 | LC     | [ 53 ]   |       |
| Otarie à crinière                                       | Otaria flavescens           | 250 000                 | LC     | [ 54 ]   |       |
| Otarie à fourrure australe                              | Arctocephalus australis     | 250 000 - 300 000       | LC     | [ 55 ]   |       |
| Léopard de mer                                          | Hydrurga leptonyx           | 300 000                 | LC     | Inconnue |       |
| Otarie à fourrure subantarctique                        | Arctocephalus tropicalis    | 310 000                 | LC     | [ 57 ]   |       |
| Phoque commun                                           | Phoca vitulina              | 350 000 - 500 000       | LC     | [ 58 ]   |       |
| Otarie de Californie                                    | Zalophus californianus      | 355 000                 | LC     | [ 59 ]   |       |
| Phoque gris                                             | Halichoerus grypus          | 400 000                 | LC     | [ 60 ]   |       |
| Phoque de Weddell                                       | Leptonychotes weddellii     | 500 000                 | LC     | Inconnue |       |
| Éléphant de mer austral                                 | Mirounga leonina            | 500 000                 | LC     | Inconnue |       |
| Phoque à capuchon                                       | Cystophora cristata         | 662 000                 | VU     | [ 63 ]   |       |
| Ours noir                                               | Ursus americanus            | 850 000- 950 000        | LC     | [ 64 ]   |       |
| Otarie à fourrure du Nord                               | Callorhinus ursinus         | 1 100 000               | VU     | [ 65 ]   |       |
| Otarie à fourrure d'Afrique du Sud                      | Arctocephalus pusillus      | 2 092 000               | LC     | [ 66 ]   |       |
| Phoque du Groenland                                     | Pagophilus groenlandicus    | 8 000 000               | LC     | [ 67 ]   |       |
| Phoque crabier                                          | Lobodon carcinophaga        | 11 000 000 - 12 000 000 | LC     | Inconnue |       |
| Chien                                                   | C. lupus familiaris         | 400 000 000             | N/A    | [ 69 ]   |       |